# Становлення (книга)
Становлення — це мемуари колишньої першої леді США Мішель Обами, опубліковані 13 листопада 2018 року. Авторка характеризує книжку як глибоко особистий досвід, у ній ідеться про її коріння та те, як вона знайшла власний голос, а також про час у Білому домі, її кампанію з охорони здоров’я та її роль як матері. Книжка вийшла у видавництві Crown, а потім її переклали 24-ма мовами. Один мільйон примірників було передано американській некомерційній організації First Book, що забезпечує дітей книжками.
Вже через 15 днів після публікації було продано понад два мільйони примірників, що вивело книжку на перше місце за продажами серед опублікованих у США 2018 року.

## Передісторія
448-сторінкові мемуари вийшли друком 13 листопада 2018 року. Зі слів Барака Обами, Мішель скористалася послугами гострайтера. Observer підмічає, що в розділі «Подяка» зазначено цілу команду людей, які взяли участь у роботі над книжкою.

## Синопсис
Окрім передмови та епілогу, книжка містить 24 розділи, поділених на три частини: «Моє становлення», «Наше становлення» та «Становлення більшого».
В передмові, що кладе початок історії Мішель Обами, описано сцену з її життя після того, як вона перестала бути Першою леді. У розділі «Моє становлення» розповідається про дитинство Мішель, яка тоді мешкала в Південній стороні Чикаго разом з батьками — Фрейзером і Меріан Робінсон — у квартирі на верхньому поверсі. Тут вона мала перші уроки гри на фортепіано й навчилася бути незалежною дівчиною під турботливою опікою батьків. Тут Мішель жила у кімнаті разом з братом Крейгом. Далі описано як вона навчалася в Принстонському університеті та Гарвардській школі права, і почала працювати юристкою в юридичній фірмі Sidley Austin, де й познайомилася з Бараком Обамою. Цей розділ досить докладно описує досвід навчання Мішель в Принстоні та роботу в Sidley Austin, тоді як про навчання у Гарвардській юридичній школі згадується порівняно небагато.
У розділі «Наше становлення» розповідається про початок романтичних стосунків між Мішель та Бараком, про їхній шлюб і початок чоловікової політичної кар’єри в сенаті штату Іллінойс. У цьому розділі також згадано, як кар’єра Мішель Обами «звернула зі шляху» корпоративного права в бік некомерційної сфери, коли вона продовжувала працювати, одночасно з вихованням доньок і виступами на політичних заходах, поступово дедалі більше долучаючись до кампанії свого чоловіка. У книжці розповідається про те, як Мішель Обамі вдавалося гармонійно поєднувати становище першої афроамериканки в ролі першої леді США з її материнськими та подружніми обов’язками. Розділ закінчується ніччю виборів 2008 року, коли Барака Обаму було обрано президентом Сполучених Штатів.
У розділі «Становлення більшого» перед читачами постає президентство Барака Обами, зосередженість Мішель Обами на своїй кампанії Let's Move, а також роль «мами-керівниці» для двох дочок – Малії та Саші – та інші аспекти життя Обам як першої сім'ї. В епілозі йдеться про останній день перебування сім'ї Обам у Білому домі, коли відбулася церемонія інавгурації Дональда Трампа, та про міркування Мішель Обами про оптимізм. Вона також висловлює  небажання будь-коли балотуватися.

## Обсяг продажів
Загальний обсяг продажів книжки, враховуючи видання у твердій обкладинці, аудіо- та електронні книжки, склав близько 725 тис. примірників у Сполучених Штатах і Канаді за перший день, що зробило її другим найбільш продаваним дебютом 2018 року. Вона поступилася тільки книжці Боба Вудворда Страх: Трамп у Білому домі - близько 900 тис. примірників за перший день. Утім за повідомленням Barnes and Noble, вже за перший тиждень продажів Становлення обійшла Страх і мала більше продажів за перший тиждень, ніж будь-яка доросла книга після Іди, вартового постав 2015 року. Ця книжка розійшлася тиражем у 1,4 млн примірників за перший тиждень. За перші 15 днів вона стала найбільш продаваною книжкою у США за 2018 рік.
Станом на 26 березня 2019 року було продано 10 мільйонів копій Становлення. За даними The New York Times, станом на листопад 2020 року книжку було «продано тиражем 14 мільйонів копій по всьому світу, у тому числі понад 8 мільйонів у США та Канаді».

## Прийняття
Веб-сайт-агрегатор рецензій Book Marks, на основі вибірки з 22 рецензій, повідомив, що 18% критиків залишили «захоплені» відгуки на книжку, а 73% критиків висловили «позитивні» враження. Вона була вибором Oprah's Book Club 2.0. Книжка отримала понад 42 тис. оцінок і понад 41 тис. відгуків на Goodreads і отримала 4,55 із 5 зірок. Ганна Ґіоґріс, журналістка The Atlantic, схарактеризувала книжку словами «свіжа» і «разюча».
2020 року видання аудіокнижки виграло премію «Греммі» за найкращий розмовний альбом і Американська бібліотечна асоціація назвала її однією з десяти найкращих аудіокнижок для молоді.

## Саундтрек
Американський музикант Questlove підготував саундтрек до книжки, який назвав The Michelle Obama Musiaqualogy.

## Книжковий тур
У листопаді 2018 року Мішель Обама вирушила в національний книжковий тур, який проводився на аренах, часто з аншлагом, він розпочався в United Center Чикаго. Мішель Обама попередньо анонсувала книжку та тур на її підтримку в денному чиказькому телешоу Windy City Live у своїй альма-матер Whitney M. Young Magnet High School на Near West Side у Чикаго.
Початковий тур включав 12-ть локацій у 10-х містах, але розширювався завдяки його популярності; станом на лютий 2019 року було додано ще 21 місто, зокрема шість у Європі та чотири в Канаді.

## Фільм
У травні 2020 року на Netflix вийшов документальний фільм, заснований на цій книжці, знімання відбувалися під час книжкового туру Мішель Обами. Документальна стрічка містить кадри подорожей Обами за лаштунками туру та уривки її інтерв’ю на сцені з модераторами, як-от Опрою Вінфрі та Стівеном Колбертом.

## Український переклад
В українському перекладі книжка вийшла 2019 року у видавництві BOOKCHEF. Перекладач — Максим Гоцацюк.

## Зовнішні посилання
- Офіційний сайт
- Official website for Japan (яп.)
- Interview with Michelle Obama on Becoming, conducted by Oprah Winfrey, November 13, 2018, C-SPAN